# Teodozjusz (Gażu)
Teodozjusz, imię świeckie Siergiej Michajłowicz Gażu (ur. 18 lipca 1970 w Kiszyniowie) – biskup Rosyjskiego Kościoła Prawosławnego.

## Życiorys
W 1987 ukończył edukację na poziomie średnim, do 1990 odbywał zasadniczą służbę wojskową. W latach 1991–1994 uczył się w moskiewskim seminarium duchownym. W roku uzyskania dyplomu wstąpił jako posłusznik do ławry Troicko-Siergijewskiej. 13 kwietnia 1995 złożył wieczyste śluby mnisze przed przełożonym wspólnoty archimandrytą Teognostem, przyjmując imię Teodozjusz na cześć św. Teodozjusza Pieczerskiego. 29 kwietnia 1995 w soborze Opieki Matki Bożej w monasterze Opieki Matki Bożej w Moskwie został wyświęcony na hierodiakona przez patriarchę moskiewskiego i całej Rusi Aleksego II. 13 kwietnia 1996 ten sam hierarcha wyświęcił go na hieromnicha w soborze Objawienia Pańskiego w Moskwie. 
W 2005 został przełożonym monasteru Świętych Cierpiętników Carskich w uroczysku Ganina Jama w pobliżu Jekaterynburga. W tym samym roku został mianowany ihumenem. W 2008 ukończył studia w Moskiewskiej Akademii Duchownej (pracę końcową, poświęconą biskupom jekaterynburskim i wierchoturskim, obronił w 2011). W 2011 ukończył ponadto studia prawnicze w Uralskiej Państwowej Akademii Prawniczej.

### Biskup
W październiku 2011 Święty Synod Rosyjskiego Kościoła Prawosławnego nominował go na pierwszego ordynariusza eparchii biszkeckiej. W związku z tym 8 października 2011 otrzymał godność archimandryty. Jego chirotonia biskupia odbyła się 4 grudnia 2011 w soborze Monasteru Dońskiego w Moskwie z udziałem konsekratorów: patriarchy moskiewskiego i całej Rusi Cyryla, metropolitów sarańskiego i mordowskiego Warsonofiusza, irkuckiego i angarskiego Wadima, Azji Środkowej Wincentego, jekaterynburskiego i wierchoturskiego Cyryla, saratowskiego i wolskiego Longina, biskupów dmitrowskiego Aleksandra, sołniecznogorskiego Sergiusza, stawropolskiego i niewinnomysskiego Cyryla.
W czerwcu 2014 kirgiska Państwowa Komisja ds. Religijnych odmówiła mu przedłużenia zgody na prowadzenie w Kirgistanie publicznej działalności religijnej (misyjnej). W związku z tym biskup opuścił Kirgistan i wyjechał do Moskwy. Na posiedzeniu Świętego Synodu Rosyjskiego Kościoła Prawosławnego w lipcu 2014 zdecydowano o przeniesieniu go na katedrę isilkulską.
Jego siostra Jelena, w życiu mniszym Erotyida, jest przełożoną monasteru św. Mikołaja w Solbie.